# Thor Jacobson
Lars Theodor (Thor) Jacobson, född den 27 maj 1857 i Östersund, död den 2 juli 1925 i Vänersborg, var en svensk ämbetsman.
Jacobson blev student vid Uppsala universitet 1876 och avlade juris utriusque kandidatexamen där 1884. Han blev kanslist i Statsutskottet 1885, vice häradshövding 1888 och länsnotarie i Jämtlands län samma år. Jacobson var landssekreterare i Jämtlands län 1894–1908 och i Älvsborgs län 1908–1922. Bland hans många allmänna och enskilda uppdrag märks att han var ombudsman vid riksbankens kontor i Östersund 1886–1899, sekreterare hos Jämtlands läns landsting 1888–1894, styrelseledamot i Jämtlands läns folkhögskola 1900–1902, i Jämtlands läns sparbank 1902–1908, ordförande i Sundsvalls enskilda banks Östersundskontor 1906–1908, ledamot i direktionen för Vänersborgs hospital och asyl 1909, vice ordförande där 1910–1917, styrelseledamot i Dalslands järnvägsaktiebolag från 1913 och i järnvägsaktiebolaget Trollhättan–Nossebro från 1917. Jacobson blev riddare av Nordstjärneorden 1900 och kommendör av andra klassen av samma orden 1912.